# بالماسيدا

شعار البلدية

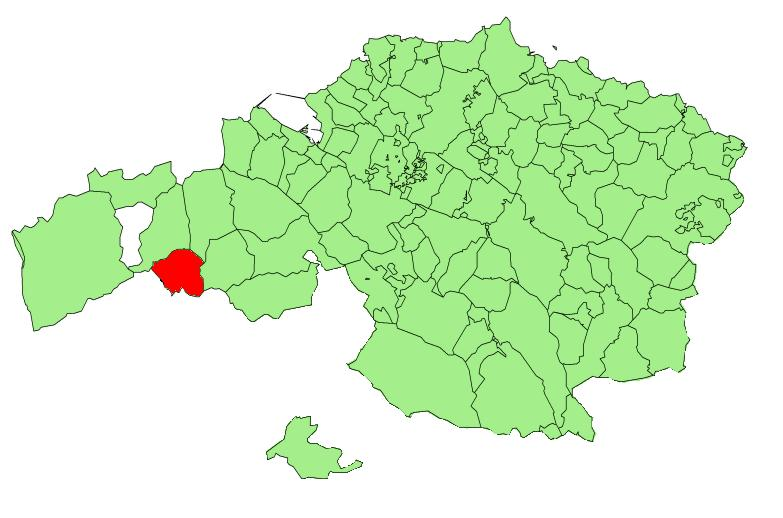
موقع البلدية.

بلدية بالماسيدا (بالإسبانية: Balmaseda)‏ هي بلدية تقع في مقاطعة بيسكاي, التي تقع في منطقة الباسك شمالي إسبانيا.

## توأمة
لبالماسيدا اتفاقيات توأمة مع كل من:
- سان سيفيرينو ماركي
- تفاريتي
- Balmaceda, Chile [الإنجليزية]‏

## أعلام
- إيدر ميرينو كورتازار
- بيدرو هورتادو دي مندوزا
- غريغوريو سان ميغيل

## وصلات خارجية
- (بالإسبانية)